# Babalet
Babalet byla česká hudební skupina, která vznikla v roce 1984 na popud hudebníka Aleše Drvoty. Kapelu s Drvotou založili Ivan Pavlů, Karel Babuljak, Jiří Charypar, Jan Šimek a Jiří Šíma. Původně hráli rockové skladby a reggae a po obměně kapely v roce 1985 se zaměřili výhradně na reggae. Později ve snaze o větší tanečnost svou hudbu obohatili o africké rytmy ju ju. Babalet lze považovat za jednu z nejoblíbenějších skupin druhé poloviny osmdesátých let v Československu.
Přelom v historii kapely způsobila v roce 1987 tragická smrt jejího zakladatele a frontmana Aleše Drvoty. Někteří členové z kapely odešli, ale ostatní se rozhodli pokračovat a přes rok hledali nového frontmana. Nakonec přibrali zpěváka Martina Tankweye ze Zaire a hudba Babaletu se výrazně změnila a posunula se směrem k afro-reggae.
V roce 1997 Babalet zdánlivě ukončuje aktivní činnost, ale po roce 2004 kapela obnovuje občasnou koncertní aktivitu, poslední koncert odehráli v roce 2019.

## Historie

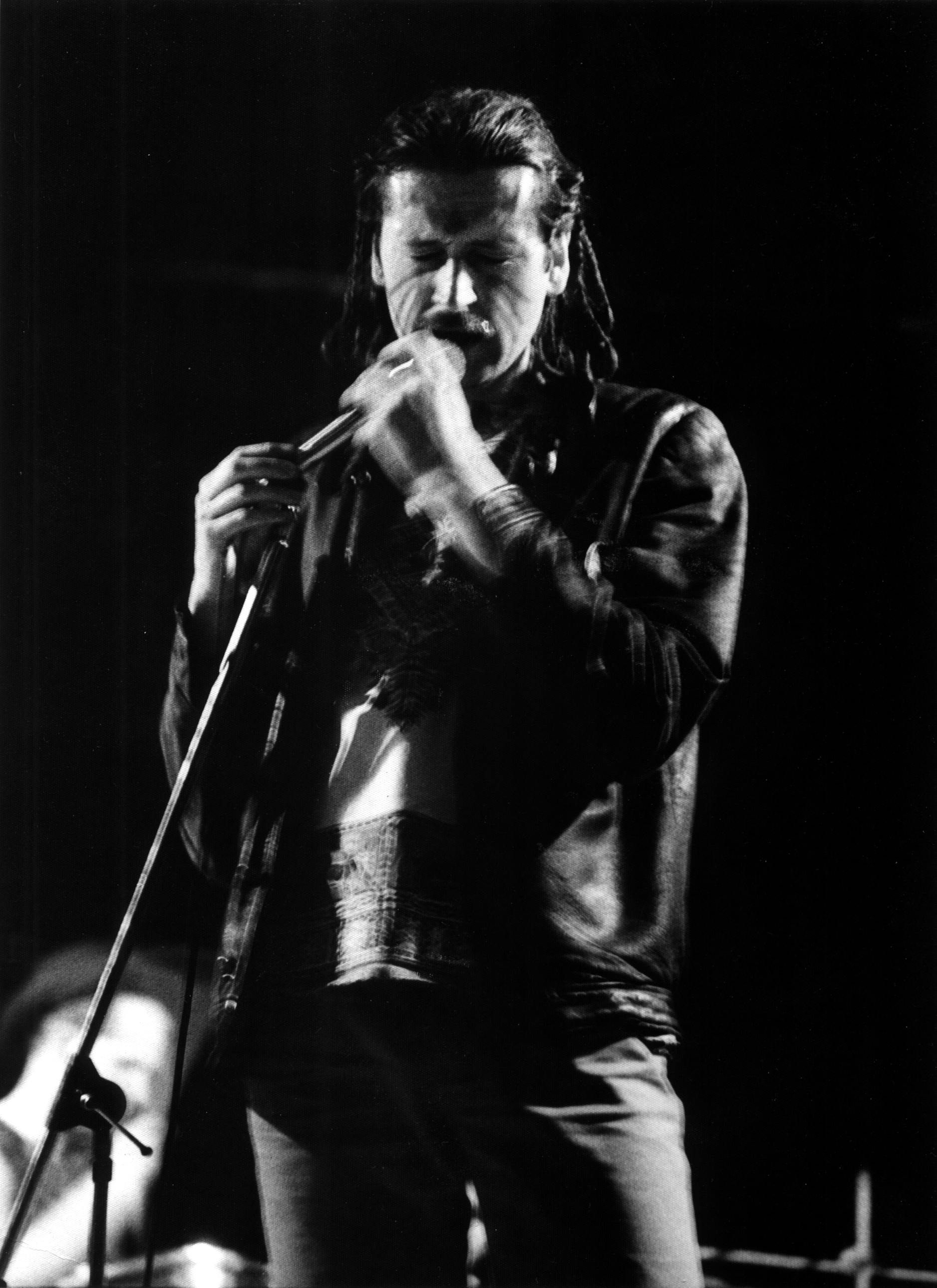
Aleš Drvota na koncertě skupiny Babalet v roce 1985

Aleš Drvota měl při své návštěvě Velké Británie možnost poslechnoout si koncert Boba Marleyho a byl jím naprosto nadšen. Po návratu v roce 1984 se proto rozhodl založit vlastní kapelu a stal se tak průkopníkem českého reggae. Spolu s Ivanem Pavlů odešli ze skupiny Omnibus a ke spolupráci přizvali další hudebníky: Karla Babuljaka a Jiřího Charypara ze skupiny Mama Bubo, Jana Šimka a Jiřího Šímu, aby společně založili skupinu Babalet.
Premiérový koncert Babalet odehrál 10. června 1984 na festivalu v kulturním středisku Praha Opatov a následoval po pouze jediné zkoušce. Vystoupení, které představilo hudbu na pomezí rocku a reggae, publikum zaujalo. Počáteční repertoár Babaletu byl hodně rockový a reggae tvořilo maximálně jeho polovinu. Na prvních koncertech se skupinou vystupovala tanečnice zvaná Santa Monica.
Názorové rozdíly v kapele způsobily v roce 1985 odchod Šímy, Pavlů a Šimka, kteří si založili vlastní reggae kapelu Kamango (později Večerní Praha a Trop Band). Nově příchozí členové, saxofonista Karel Malík, baskytarista Stanislav Švadlena a zejména bubeník Petr Kumandžas, Babalet výrazně posunuli k orientaci směrem k reggae a yu yu music. Exotickou atmosféru dotvářely pestrobarevné oděvy, africké masky, korálky, rasta copánky a hořící pochodně. Drvota objevil etiopského studenta Asrata „Rastafariho“ Limenha, který vystupoval v roli tanečníka a později též zpěváka (1985-1987). V kapele se vystřídalo několik trumpetistů, Jana Mášu nahradil Josef Hřeben a toho později vystřídal Tomáš Svoboda, který přišel z cirkusu Humberto. Základ nového repertoáru skupiny tvořily skladby tandemu Babuljak/Drvota, Babuljak skládal hudbu a Drvota psal texty („Kingston“, „Zelená“, „Divný Babylon“, „Cesty“, „Poselství od krále“). Nicméně skladatelsky přispěl také Kumandžas („Expedice jinam“) a textařsky vypomohl Malík („Pobřeží“, „Karavana“). V roce 1987 vystřídal baskytaristu Švadlenu Michal Ditrich z Abraxasu.
Kapela byla populární mezi fanoušky i organizátory hudebních akcí hned od roku 1985. Koncertovali hlavně v pražských klubech jako Futurum, Rokoska, Juniorklub Na Chmelnici nebo v Národním domě na Žižkově, ale účinkovali i ve velkých sálech například v Paláci kultury, v Lucerně, na Žofíně, v hale na Brumlovce a dalších. Vyjížděli také koncertovat mimo hlavní město (Chvaletice, Ostrov nad Ohří, Hradec Králové).
Babalet získal ocenění na tehdejších prestižních akcích Rock-salon, festival Vysočina v Havlíčkově Brodě či III. Rockový maratón. Díky tomuto úspěchu se skupině otevřela cesta do rozhlasu, do nahrávacího studia a k profesionální smlouvě. Na české alternativní hudební scéně se objevila reggae kapela, o Babaletu se začalo mluvit i psát, například v Mladém světe nebo Mladé Frontě. Koncem roku 1985 nahrála skupina skladbu „Posvátná země Nola“ pro kompilační desku Rockový Maraton 2 (Panton, 1986) a na samostatném singlu se objevily „Zelená“ a „Rastarock“. V roce 1986 se Babalet stal profesionální kapelou, když podepsali smlouvu na zastupování se Středočeským krajským kulturním střediskem. Jezdili na turné po Československu, koncertovali v halách a velkých sálech a získali uznání od hudebních kritiků.
Úspěšně rozjetou kariéru Babaletu přerušila smrt frontmana kapely Aleše Drvoty, který zemřel v Budapešti na následky autonehody v prosinci 1987. Pro kapelu to byla těžká rána, ztratili dobrého přítele a museli zrušit všechny koncerty, plány a nabídky na vydání alb. Kumandžas a Malík z kapely odešli a založili si vlastní skupiny, ale ostatní se rozhodli pokračovat a vybudovat nový Babalet, který by se hudebně odlišil od Drvotova stylu. Trvalo jim více než rok než našli nového frontmana. Postupně vyzkoušeli řadu českých zpěváků (David Vávra, Tomáš Hanák, Luděk Walter, Slávek Purkrábek), ale s nikým spolupráce nefungovala. Nakonec se rozhodli hledat autentického zpěváka černé pleti a na studentských kolejích objevili Martina Tankweye, který pocházel ze Zaire, uměl česky a zpíval anglicky, francouzsky a lingala. Na začátku roku 1988 přišel do skupiny bubeník Zdeněk Duroň z Mama Bubo.
Premiéra nového Babaletu se odehrála 20. května 1988 v amfiteátru v Řevnicích a zanedlouho kapela získala zpět svou popularitu a koncertovala opět na domácí i zahraniční scéně (Německo, Polsko, Francie, Dánsko, Norsko) a objevovala se také v televizi. Hudba Babaletu získala jiný charakter, vyznačovala se etnickou autentičností a smyslnou exotikou afrických a karibských rytmů. Změnilo se publikum, ale i kapela, která se rozrostla o kytaristu Václava „Slona“ Kořána a Miladu Ditrichovou (perkuse), občas s nimi tančil a zpíval černošský student Bourama Badji ze skupiny Hypnotix. Postupně se v kapele vystřídalo několik bubeníků, Duroně nahradil Luboš Hnát, v roce 1992 se bubeníkem stal Antonín Korb a na perkuse hrál Jiří Šimsa. V roce 1995 se vrátil baskytarista Stanislav Švadlena a přišel saxofonista Bharata Rajnošek. 
V roce 1990 vydal Panton skupině singl „Imagine/No War“ a LP Babalet, ale svým zaměřením a repertoárem se kapela českému posluchači vzdalovala a směřovala spíše k mezinárodnímu publiku. V roce 1994 vyšla Babaletu dvě alba – Kytkový reggae s českými písněmi zaměřené na české publikum a vzpomínkové album Babalet a Aleš Drvota live, které obsahovalo záznam koncertu z roku 1987.
Koncem devadesátých let 20. století byl Tankwey celebritou, vystupoval v estrádách a v televizi, byl hlasem Evropy 2 a soustředil se hlavně na svou kariéru. Charypar se stal současně manažerem Babaletu a mladoboleslavské reggae kapely Švihadlo, později i jejím stálým členem, Šimsa zakládal čajovny (síť Dobrá čajovna) a Babuljak se věnoval mnoha jiným projektům. Babalet tak zůstal poněkud upozaděn.
V roce 2005 vyšel reprezentativní výběr ze všech dosud vydaných alb Best of Babalet 20 years. Následovalo několik koncertů, ale v roce 2007 se kapela odmlčela. Od té doby párkrát obnovují občasnou koncertní aktivitu. V roce 2010 se v kapele objevil bubeník Ondřej Kozmor Moravec, na baskytaru hrál Michal Ditrich a na klávesy Karel Babuljak a Přemysl Urban. Kapela zkoušela různé zpěváky, ale nakonec se zpěvákem stal Babuljak. V roce 2016 vystřídal baskytaristu Ditricha Marek Šafarčík a toho v roce 2019 nahradil Adam Babuljak.
Poslední koncert zahrál Babalet v sestavě Karel Babuljak, Charypar, Kozmor, Adam Babuljak v červnu 2019 na reggae festivalu Vibes Hořice. Následně Charypar a Kozmor kapelu opustili a Babuljak založil kapelu Bubolet, která hraje hudbu Babaletu a Mama Bubo. V červnu 2021 se Babalet sešel v sestavě Tankwey, Babuljak, Charypar, Švadlena, Korb, Šimsa na festivalu ve Vagónu v Hvožďanech u příležitosti 60. narozenin Jiřího Šimsy.

## Zakládající členové
- Aleš „Alibaba“ Drvota: perkuse, zpěv
- Karel „Bubol“ Babuljak: klávesy, zpěv
- Jiří „Bubochar“ Charypar: kytara, zpěv
- Jan „Šimi Šimi“ Šimek: baskytara
- Ivan „Pavian“ Pavlů: bicí
- Jiří Šíma: saxofon

## Diskografie
- 1986 „Zelená“ / „Rasta rock“ (Panton - 8143 0268, SP)
- 1986 Kompilace Rockový maratón 2 – píseň Posvátná země Nola (Panton – 8113 0597, edice Impuls, LP)
- 1990 Babalet (Panton)
- 1994 Kytkový reggae (Popron)
- 1994 Babalet & Aleš Drvota Live (Che Music Production, CD)
- 1997 Zítra bude slunýčko (multiSONic)
- 2005 Best of Babalet 20 Years (KMa, CD)